# アメリカ合衆国第二国務次官補
アメリカ合衆国第二国務次官補（あめりかがっしゅうこくだいにこくむじかんほ、United States Second Assistant Secretary of State）は、アメリカ合衆国国務省において国務長官を補佐し、事務作業を管理する役職である。1866年から1924年まで存在し、1912年までは国務省内部において国務長官、国務次官補に次ぐ第3位の地位であった。第二国務次官補には歴代でウィリアム・ハンターとアルヴィー・エイディーの2人だけが就任した。
第二国務次官補は1866年7月25日の領事外交歳出法 (14 Stat. 226) によって制定され、大統領に対して第二国務次官補を任命する権限が与えられた。
第二国務次官補の職務は、以下のとおりである。
- 他国の外交職員と交わされる書簡の管理
- 条約、会議、外交文書、および内部命令の草案の準備
- 現在進行中の外交に関する政治的疑問に対しての詳細な対応
- 国務長官代行の国務長官就任に関する署名の承認
- 外交手続き、国際法、政策、および国務省内の伝統的慣行に関する問題の協議

第二国務次官補の地位は1924年5月24日に可決された外務職員法 (43 Stat. 146) によって廃止され、その職務は専門案件ごとにいくつかの国務次官補に分担されることになった。

## 歴代第二国務次官補
| # | 氏名                   | 任命          | 在任期間      | 在任期間      | 備考  |
| # | 氏名                   | 任命          | 着任          | 退任          | 備考  |
| - | ---------------------- | ------------- | ------------- | ------------- | ----- |
| 1 | ウィリアム・ハンター   | 1866年7月27日 | 1866年7月27日 | 1886年7月22日 |       |
| 2 | アルヴィー・エイディー | 1886年8月3日  | 1886年8月6日  | 1924年6月30日 | [ 1 ] |

## 備考
1. ↑  1924年7月1日に国務次官補に役職変更。